# IC 1472
IC 1472 — галактика типу S0-a (спіральна галактика) у сузір'ї Пегас.
Цей об'єкт міститься в оригінальній редакції індексного каталогу.